# Lago Tinn
El lago Tinn o Tinnsjå (en noruego: Tinnsjo o Tinnsjøen) es un lago de Noruega localizado en el suroeste de la península escandinava, con una superficie de 51,43 km², el 18º más extenso del país. Administrativamente, pertenece a los municipios de Tinn y Notodden del condado Telemark. 
Hidrográficamete, Tinnsjå es parte de la cuenca del Skien (Skiensvassdrag), y drena a través del río Tinnelva en el sur, hasta el lago Heddalsvatn. Su principal afluente es el río Måna, el emisario del lago Møs.

## Historia
En 1944, durante la ocupación alemana de Noruega, el ferry SF Hydro fue hundido en el lago Tinnsjå por la resistencia noruega. Los alemanes estaban usando el ferry para transportar una gran cantidad de agua pesada a Alemania, donde se iba a utilizar para la investigación de armas nucleares. El agua pesada se había producido en Vemork, una fábrica situada en Rjukan. El naufragio del transbordador fue descubierto en 1993. En 2004, se investigó y filmado por un episodio de NOVA. Varias muestras de agua pesada fueron recuperadas y se confirmó el enriquecimiento isotópico de deuterio.
En abril de 2005, una especie previamente desconocida de pez fue descubierta en el lago. Un equipo de filmación rodó un nuevo documental sobre el sabotaje de agua pesada y, casualmente, se dio cuenta de un extraño pez que nadaba cerca del fondo del lago, a una profundidad de 430 m. La luz de color hizo ver al pez translúcido de unos 15 cm de largo y que parecía carecer de una vejiga natatoria.